# رودني أوبيرخن
رودني أوبيرخن (بالهولندية: Rodney Ubbergen)‏ هو لاعب كرة قدم هولندي في مركز حراسة المرمى، ولد في 6 أبريل 1986 في أمستردام في هولندا. لعب مع نادي كامبور.

## وصلات خارجية
- رودني أوبيرخن على موقع قاعدة بيانات كرة القدم.إي يو (الإنجليزية)
- رودني أوبيرخن على موقع Soccerway.com (الإنجليزية)